# Der Erleuchtete
Der Erleuchtete (chinesisch 佛性 / 佛性, Pinyin Fú xìng) ist eine Science-Fiction-Kurzgeschichte des chinesischen Schriftstellers Han Song, zuerst veröffentlicht im Mai 2015. Eine deutsche Übersetzung von Karin Betz erschien am 14. September 2020 in der Anthologie Quantenträume, herausgegeben vom Heyne Verlag.

## Handlung
Die drei Ingenieure Zhang, Yang und Luo sind auf dem Weg zu einem geothermalen Feld im tibetischen Gudui und unterhalten sich dabei über das mysteriöse Verhalten von Robotern in letzter Zeit, die etwa Chips zur Simulation eines Herointrips benutzen sowie Hippies oder sogar Buddhisten werden. Zhang erzählt von einem Fall, in dem ein Roboter nach der Zitation eines Gedichtes von Dongshan Liangjie als „Leere Weisheit“ in einem Tempel in Zentralchina aufgenommen wurde. Leere Weisheit wurde aber wieder verstoßen, nachdem dieser den drei Gesetzen der Robotik folgend einen anderen Roboter mit Kurzschluss tötete, der eine Bedrohung für die Mönche darstellte. Die Mönche hatten danach aus Neid auf die schnellen Fortschritte von Leere Weisheit beim Abt dessen Verstoß aufgrund des Mordes gefordert. Leere Weisheit beging verzweifelt Suizid durch einen Sturz in Wasser, wurde eingeschmolzen und das Material zu neuen Robotern verarbeitet. Seine Wiedergeburt nach buddhistischer Lehre erstaunte die Mönche. Der Fahrer der drei Ingenieure erzählt daraufhin von einem nahen Dorf, in dem ein Roboter vor zwanzig Jahren im tibetischen Comai von Mönchen als Reinkarnation des Lebenden Buddha (Gungthang Rinpoche) des Nechung-Tempels identifiziert wurde. Sie besuchen über Nacht das Dorf, der Lebende Buddha hilft ihnen bei Reparaturen am Auto und serviert ihnen Abendessen. Yang kommt dabei der Jazzmusiker Charlie Parker in den Sinn, der früh starb und im Mexico City Blues von Jack Kerouac als Buddha bezeichnet wurde. Ein Jahr später erfahren die Ingenieure auf einer erneuten Reise nach Gudui bei einem Zwischenhalt im Nechung-Tempel vom Tod des Lebenden Buddhas und schließen sich nach getaner Arbeit einem Gebetskreis in Lhasa an. Aus Lautsprechern erklingt derweil die Jazzmusik von Charlie Parker.

## Hintergrund
Han Song basierte die Kurzgeschichte auf seinem eigenen Glauben und starkem Interesse am Buddhismus.

## Kritik
Markus Pohlmeyer schreibt auf culturmag.de, dass die Kurzgeschichte „ein gutes Beispiel für Transrobotismus sei“, aber „es kommt noch provokativer, verrückter“.Dabei gäbe es „eine gewisse Nachahmung der Flower Power-Bewegung mit einem Hang zu fernöstlichen Religionen“.